# Cầu sông Kwai (phim)
Cầu sông Kwai (tiếng Anh: The Bridge on the River Kwai) là một bộ phim về Chiến tranh thế giới thứ hai chuyển thể từ cuốn tiểu thuyết cùng tên (tiếng Pháp: Le Pont de la Rivière Kwai) của nhà văn Pháp Pierre Boulle. Phim này đoạt giải Oscar năm 1957. Phim nói về cảnh tù binh Đồng Minh bị quân đội Đế quốc Nhật Bản buộc phải xây tuyến đường sắt Miến Điện 1942-1943. Phim do David Lean đạo diễn với sự tham gia diễn xuất của Alec Guinness, Sessue Hayakawa, Jack Hawkins và William Holden.
Năm 1997, do những ý nghĩa to lớn của phim, Cầu sông Kwai đã được chọn để bảo quản tại Viện lưu trữ phim quốc gia Mỹ của Thư viện Quốc hội Mỹ.

## Phân vai
- Sessue Hayakawa vai Đại tá Saito
- Alec Guinness vai Trung tá Nicholson
- William Holden vai Trung tá Hải quân Shears
- Jack Hawkins vai Thiếu tá Warden
- James Donald vai Thiếu tá Clipton
- Geoffrey Horne vai Trung uý Joyce
- André Morell vai Đại tá Green
- Peter Williams vai Đại uý Reeves
- John Boxer vai Thiếu tá Hughes
- Percy Herbert vai Binh nhì Grogan
- Harold Goodwin vai Binh nhì Baker

## Giải thưởng

### Giải Oscar
The Bridge on the River Kwai giành được 7 giải Oscar
- Phim hay nhất - Sam Spiegel
- Đạo diễn - David Lean
- Nam chính - Alec Guinness
- Kịch bản chuyển thể hay nhất - Michael Wilson, Carl Foreman, Pierre Boulle
- Nhạc phim - Malcolm Arnold
- Biên tập - Peter Taylor
- Quay phim xuất sắc nhất - Jack Hildyard

Phim được đề cử
- Nam phụ - Sessue Hayakawa

### Giải BAFTA
Phim giành được 3 giải BAFTA
- Phim Anh hay nhất — David Lean, Sam Spiegel
- Phim hay nhất — David Lean, Sam Spiegel
- Nam chính — Alec Guinness

### Giải Quả cầu vàng
Phim dành dược 3 Giải Quả cầu vàng
- Phim chính kịch hay nhất — David Lean, Sam Spiegel
- Đạo diễn xuất sắc nhất — David Lean
- Nam chính phim chính kịch — Alec Guinness

1 đề cử
- Nam phụ — Sessue Hayakawa

### Giải thưởng khác
- Giải NYFCC cho phim hay nhất
- Giải NYFCC cho đạo diễn xuất sắc nhất (David Lean)
- Giải NYFCC cho nam diễn viên xuất sắc nhất (Alec Guinness)

### Vinh dự
Bộ phim được chọn bảo tồn trong Viện lưu trữ phim Quốc gia Mỹ.
- Năm 2005, Kênh truyền hình Anh - kênh 4 tổ chức bầu chọn 100 phim chiến tranh hay nhất. The Bridge on the River Kwai xếp ở vị trí #10, sau Black Hawk Down và trước The Dam Busters.
- Viện phim Anh xếp The Bridge on the River Kwai thứ 11 trong 100 phim Anh hay nhất mọi thời đại.
- Danh sách của Viện phim Mỹ
- 1998 - 100 phim hay nhất - #13
- 2001 - 100 phim rùng rợn và ly kỳ - #58
- 2006 - 100 phim truyền cảm hứng - #14
- 2007 - 100 phim hay nhất (đính chính) - #36